# ژان، کاردینال لورن
ژان، کاردینال لورن (انگلیسی: Jean, Cardinal of Lorraine؛ ۹ آوریل ۱۴۹۸ – c. ۱۸ مهٔ ۱۵۵۰) کاردینال، کشیش کاتولیک، و سیاست‌مدار اهل فرانسه بود او پسر سوم حاکم و دوک لورن بود او یک دوست شخصی، همراه و مشاور شاه فرانسوای یکم فرانسه بود. ژان لورن ثروتمندترین اسقف در دوران سلطنت فرانسیوای یکم بود او یکی از کاردینالهای شناخته شده به نام کاردینال لورن است.